# Liljansaari (ö, lat 61,62, long 24,31)
Liljansaari är en ö i Finland. Den ligger i sjön Längelmävesi och i kommunen Orivesi i den ekonomiska regionen Tammerfors och landskapet Birkaland, i den södra delen av landet, 160 km norr om huvudstaden Helsingfors. Öns area är 2,5 hektar och dess största längd är 310 meter i öst-västlig riktning.